# Курне (станція)
Курне — проміжна станція 5-го класу Коростенської дирекції Південно-Західної залізниці (Україна), розміщена на дільниці Звягель I — Житомир між зупинними пунктами Великий Луг (відстань — 6 км) і Стрибіж (5 км). Відстань до ст. Звягель I — 44 км, до ст. Житомир — 47 км.
Розташована в однойменному селищі Житомирського району.
Відкрита 1936 року.